# 黃彭年
黃彭年（1824年—1890年），字子壽，號陶樓，晚號更生，貴州貴築（今貴陽市）人，祖籍湖南醴陵，清朝政治人物，進士出身。

## 生平
黃彭年於道光二十三年（1843年）中舉人。道光二十五年（1845年）會試中式，道光二十七年（1847年）補殿試，中二甲第三十七名進士，選翰林院庶吉士，散館授编修。咸豐初年（年）隨父赴貴築（今貴陽）辦團練，後入骆秉章在四川的軍幕，有功不接受保薦。同治初年（1862年）劉蓉請其主講關中書院。同治八年（1869年）授湖北襄郧荆道，迁按察使。光緒十一年（1885年）遷江蘇布政使。光緒十六年（1890年）调湖北布政使，不久卒。《清史稿》有傳，列於其父傳後。

## 家族
父黃輔辰，官至鳳邠道，世居醴陵楓林市。
繼娶劉位坦之女劉尹玉為妻。有子黃國瑾，光緒二年（1876年）進士。

## 著作
彭年好繪事，喜畫花卉，嗜飲茶。著有《陶楼文钞》、《陶楼诗钞》。